# Leon Novak (glasbenik)
Leon Novak, slovenski glasbenik in publicist, * 17. oktober 1906, Maribor, † 30. oktober 1941, Maribor.

## Življenje in delo
Rodil se je kot Leopold Novak žandarskemu stražmojstru Antonu in materi Poldi (roj. Švarc). Po diplomi na zagrebškem konservatoriju (1934) je živel v Mariboru in Skopju ter se 1941 preselil v Ljubljano. Bil je profesor glasbe, skladatelj in dirigent. V Ljubljanskem zvonu je objavljal študije o individualni psihologiji, v naprednem tisku pa članke o vprašanjih kmečko-delavskega gibanja. Leta 1934 je postal član KPJ; 1936 je deloval v vodstvu stavke tekstilnih delavcev v Mariboru. V prvih mesecih okupacije je bil kot član Pokrajinskega komiteja KPS za Severno Slovenijo med najpomembnejšemi organizatorji NOB na Štajerskem. Septembra 1941 ga je v okolici Maribora aretiral gestapo; v zaporih v Gradcu in Mariboru so ga mučili in nato ustrelili kot talca.